# Jeff Parker (Eishockeyspieler)
Jeffrey Lee Parker (* 7. September 1964 in White Bear Lake, Minnesota; † 11. September 2017 in Minneapolis, Minnesota) war ein US-amerikanischer Eishockeyspieler, der im Verlauf seiner aktiven Karriere zwischen 1983 und 1991 unter anderem 146 Spiele für die Buffalo Sabres und Hartford Whalers in der National Hockey League auf der Position des rechten Flügelstürmers bestritten hat. Parker, der seine Karriere bereits im Alter von 26 Jahren aufgrund einer schwerwiegenden Kopfverletzung beenden musste und an deren Spätfolgen er später litt, feierte mit dem Gewinn des Calder Cups im Jahr 1987 den größten Erfolg seiner Laufbahn.

## Karriere
Parker besuchte bis 1983 die White Bear Lake High School in seinem Geburtsort White Bear Lake im Bundesstaat Minnesota. Bereits dort wurde er im NHL Entry Draft 1982 in der sechsten Runde an 111. Stelle von den Buffalo Sabres aus der National Hockey League ausgewählt. Von der High School zog es den damals 18-Jährigen an die Michigan State University, wo er neben seinem Studium in den folgenden drei Jahren für das Eishockeyteam der MSU spielte. Mit dem Team gewann er binnen der drei Jahre zweimal die Meisterschaft der Central Collegiate Hockey Association und im Jahr 1986 zusätzlich die nationale Collegemeisterschaft der National Collegiate Athletic Association. Im Rahmen des Finalturniers wurde der Stürmer ins All-Star-Team berufen.
Zur Spielzeit 1986/87 holten die Sabres den Angreifer schließlich in den Profibereich. Dort pendelte er in den folgenden drei Saisons zwischen dem NHL-Kader Buffalos und dem des Farmteams Rochester Americans aus der American Hockey League. Mit Rochester gewann er gleich am Ende seines Rookiespieljahres den Calder Cup. Mit Beginn der Saison 1989/90 hatte sich Parker schließlich bei den Sabres etabliert. Nachdem er die gesamte Saison dort verbracht hatte, wurde Parker im Juni 1990 gemeinsam mit Phil Housley, Scott Arniel zu den Winnipeg Jets transferiert. Im Gegenzug wechselte Dale Hawerchuk nach Buffalo und beide Mannschaften tauschten zudem ihre Erstrunden-Wahlrechte im NHL Entry Draft 1990. Allerdings bestritt der Stürmer keine Partie für das Franchise der Jets, da er nach der Saisonvorbereitung in die AHL geschickt wurde, sich aber dort weigerte für die Moncton Hawks zu spielen. Daraufhin beendeten beide Parteien das Arbeitsverhältnis.
Parker setzte durch die Vertragsauflösung den Großteil der Saison 1990/91 aus, ehe er Anfang Februar 1991 als Free Agent von den Pittsburgh Penguins für den Rest des Spieljahres verpflichtet wurde. Diese setzten ihn bis Anfang März aber ausschließlich bei den Muskegon Lumberjacks in der International Hockey League ein, ehe er erneut Bestandteil eines Transfergeschäfts wurde. Gemeinsam mit John Cullen und Zarley Zalapski wurde Parker an die Hartford Whalers abgegeben, während Ron Francis, Grant Jennings und Ulf Samuelsson nach Pittsburgh wechselten. Bei den Whalers stand der US-Amerikaner wieder im NHL-Aufgebot allerdings bestritt er nur vier Partien für das Team. In einem Zeitraum von zwei Wochen erlitt Parker durch Bodychecks zwei schwerwiegende Gehirnerschütterungen. Nach dem ersten Vorfall, bei dem sein Helm gebrochen war und er über fünf Minuten das Bewusstsein verloren hatte, kehrte er vorschnell in den Spielbetrieb zurück, da er sich für einen neuen Vertrag empfehlen wollte. Nachdem er durch die zweite Gehirnerschütterung seinen Geruchssinn verloren hatte, entschied er sich am Saisonende im Alter von 26 Jahren dazu, aus dem aktiven Sport zurückzutreten.
Nach seinem frühzeitigen Karriereende litt Parker an den Spätfolgen der mindestens zwei erlittenen Gehirnerschütterungen. Dazu zählten unter anderem starke Kopfschmerzen, Erinnerungslücken und Stimmungsschwankungen. In der Folge gehörte Parker zu einer Vielzahl von ehemaligen NHL-Spielern, die gegen die Liga und deren – nach Ansicht der Kläger fahrlässigem – Umgang mit Kopfverletzungen klagten. Parker starb im September 2017 wenige Tage nach seinem 53. Geburtstag in Minneapolis an einer Pulmonalen Hypertonie, die Infektionen an Herz und Lunge zur Folge gehabt hatte. Sein Gehirn wurde nach seinem Tod zur Erforschung der chronisch-traumatischen Enzephalopathie (CTE) der Boston University gestiftet.

## Erfolge und Auszeichnungen
| - 1985 CCHA-Meisterschaft mit der Michigan State University - 1986 CCHA-Meisterschaft mit der Michigan State University - 1986 NCAA-Division-I-Championship mit der Michigan State University | - 1986 NCAA Championship All-Tournament Team - 1987 Calder-Cup-Gewinn mit den Rochester Americans |

## Karrierestatistik
(Legende zur Spielerstatistik: Sp oder GP = absolvierte Spiele; T oder G = erzielte Tore; V oder A = erzielte Assists; Pkt oder Pts = erzielte Scorerpunkte; SM oder PIM = erhaltene Strafminuten; +/− = Plus/Minus-Bilanz; PP = erzielte Überzahltore; SH = erzielte Unterzahltore; GW = erzielte Siegtore; 1 Play-downs/Relegation; Kursiv: Statistik nicht vollständig)